# Phare de Price Creek
Le phare de Price Creek (en anglais : Price Creek Light), était un phare situé près de Southport dans le Comté de Brunswick en Caroline du Nord. Il s’agit d'un des deux feux d'alignement de Price Creek pour guider les navires du cap Fear au port de Wilmington

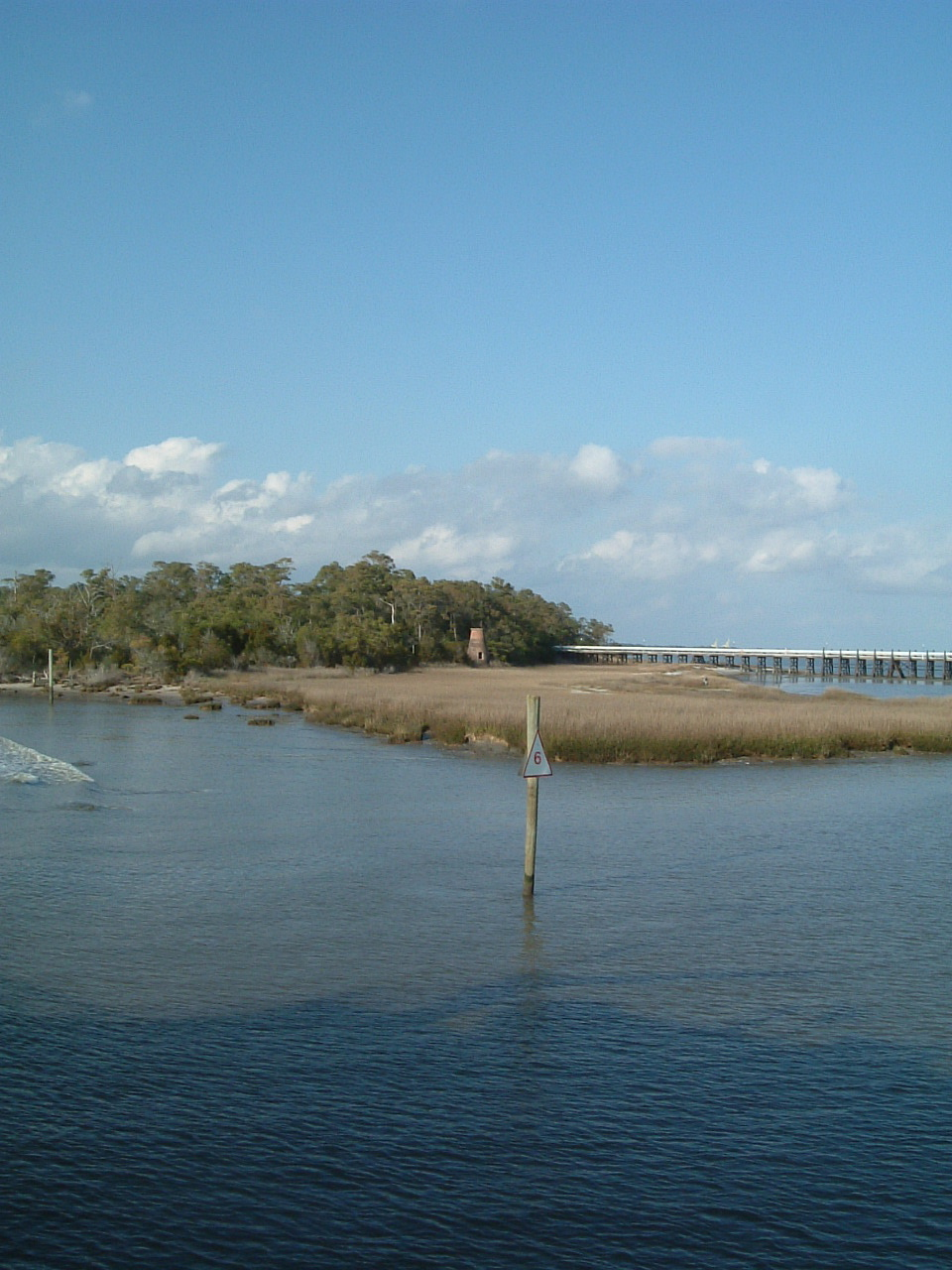
Price Creek
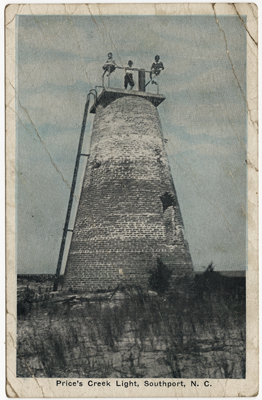
Le phare (carte postale)